# Ron Sexsmith
Ronald Eldon "Ron" Sexsmith, född 8 januari 1964 i St. Catharines, Ontario, är en kanadensisk singer-songwriter, boende i Toronto.
Sexsmith inledde sin karriär som musiker i bandet The Uncool. Han gav 1991 ut solodebuten Grand Opera Lane, vilket ledde till skivkontrakt med Interscope Records. 1995 kom uppföljaren Ron Sexsmith. År 2024 kom hans 17:e album, The Vivian Line.
2023 medverkade Sexsmith på låten ”Granddad’s Song” av SunYears, lett av Peter Morén (känd från Peter Bjorn and John). Låten finns med på debutalbumet Come Fetch My Soul! som släpptes via Yep Roc Records.

## Diskografi
Album
- 1986 – There's a Way (självutgiven)
- 1991 – Grand Opera Lane (med The Uncool)
- 1995 – Ron Sexsmith
- 1997 – Other Songs
- 1999 – Whereabouts
- 2001 – Blue Boy
- 2002 – Cobblestone Runway
- 2003 – Rarities (samlingsalbum)
- 2004 – Retriever
- 2005 – Destination Unknown (med Don Kerr)
- 2006 – Time Being
- 2008 – Exit Strategy of the Soul
- 2011 – Long Player Late Bloomer
- 2013 – Forever Endeavour
- 2015 – Carousel One
- 2017 – The Last Rider